# Servantes du Cœur Immaculé de Marie de Immaculata
Les Servantes du Cœur Immaculé de Marie de Immaculata forment une congrégation religieuse féminine enseignante de droit pontifical.

## Histoire
Les origines de la congrégation sont liées à celles des servantes du Cœur Immaculé de Marie fondées en 1845 à Monroe (Michigan) par le missionnaire rédemptoriste Louis-Florent Gillet (1813-1892).
En 1858, en réponse à une invitation de saint Jean Népomucène Neumann, évêque de Philadelphie, les sœurs acceptent de gérer l'école Saint Joseph à Susquehanna. En 1859, une seconde maison est ouverte à Reading. La même année, les communautés établies en Pennsylvanie se séparent de la congrégation de Monroe et forment une congrégation autonome. La maison-mère est initialement établie à Reading est ensuite transférée à West Chester en 1872 puis à Immaculata en 1966.
L'institut reçoit le décret de louange le 17 décembre 1955 et l'approbation définitive du Saint-Siège le 13 juin 1964.

## Activités et diffusion
Les sœurs se consacrent à l'enseignement.
Elles sont présentes aux États-Unis et au Pérou.
La maison-mère est à Immaculata  près de East Whiteland Township.
En 2017, la congrégation comptait 765 sœurs dans 64 maisons.